# Tamano
Tamano (japanska: 玉野市?, Tamano-shi) är en stad i Okayama prefektur i Japan. Staden fick stadsrättigheter 1940.